# 安娜與國王
《安娜与国王》（英語：Anna and the King）是1999年上映的一部美国传记電影，影片改编自玛格丽特·兰登依据安娜·李奥诺文斯的日记创作的《安娜与暹罗王》一书，由安迪·坦纳特执导，美國演員朱迪·福斯特和香港演员周润发主演。

## 劇情
19世纪60年代，安娜（茱迪·科士打饰）携子来到暹罗，成为暹罗国王蒙固（周润发饰）家的家庭教师，起初由於迥异的风俗文化，安娜遭遇了许多难以克服的困难，她与国王的子女乃至国王本人时有冲突，甚至差点被赶走。随着了解的加深，尤其是在一次粉碎政变阴谋的过程中，安娜临危不惧和国王对自己王朝的忠诚都给对方留下了深刻的印象，碰撞出爱情的火花。国王也认识到女人是可以同自己平起平坐的；而孩子们更是由衷地把她当成自己的良师益友。就在国王从心底喜爱她的时候，她却认为自己已经完成了来王宫授益解惑的任务，毅然回到了自己的祖国。40年后，当年的得意门生已经继承王位，像老国王一样对自己的王朝竭尽忠诚，并带领人民向20世纪做好准备。

## 泰國禁止播映
因電影涉嫌對泰國王室的不敬，泰國當局至今仍然禁止上畫和播映。連取景拍攝和盜版影碟都一律禁止。

## 取景
因為泰國禁止拍攝，電影大部分於馬來西亞檳城和浮羅交怡取景。